# James John Joicey
James John Joicey (c. 1871 - 10 de Março de 1932) era um entomólogo amador que colecionava Lepidopteras.
Inicialmente competia com Walter Rothschild tentando construir a maior coleção de orquídias mas isso acabaria por levá-lo à bancarrota. Virou-se então para as Lepidopteras criando o Hill Museum em sua casa. Começou por adquirir a coleção Henley Grose-Smith em 1910, seguindo-se a coleção Herbert Druce três anos depois. Entre 1913 e 1921 Joicey adquiriria as coleções de Roland Trimen, Robert Swinhoe, Lt.-Col. C. G. Nurse, Hamilton Druce e Dognin. Para adquirir várias outras espécies, enviaria exploradores para a América do Sul, Nova Guiné e África Central. Em 1930 a sua coleção alcançava as 380000 espécies.